# Малишан (подводная лодка)
П-901 «Малишан» (сербохорв. P-901 Mališan), ранее CB-20 — итальянская (позднее — югославская) подводная лодка типа CB. Построена в 1942 году. В 1943 году захвачена немцами в гавани Милана и отбуксирована в Пулу, где находилась до 1945 года. Позднее захвачена югославскими партизанами, отремонтирована и передана в состав ВМС СФРЮ под обозначением П-901. Долгое время использовалась в качестве полноценной боевой единицы, позднее была переклассифицирована в учебный корабль. В 1959 году была выведена из состава ВМС и передана в экспозицию Загребского технического музея.